# Đội bóng đá Công an Thành phố Hồ Chí Minh (1979)
Đội bóng đá Công an Thành phố Hồ Chí Minh là một đội bóng đá cũ có trụ sở ở Thành phố Hồ Chí Minh, Việt Nam và đại diện cho lực lượng Công an Thành phố Hồ Chí Minh trong hệ thống các giải bóng đá Việt Nam. Đội bóng là một trong ba đội bóng lớn giàu truyền thống trước đây của Thành phố Hồ Chí Minh cùng với Hải Quan và Cảng Sài Gòn.

## Lịch sử

### 1979: Đội bóng Công an Thành phố ra đời
Sau những năm bóng đá ba miền được tái thiết từ 1975–1978, ngành Công an Thành phố Hồ Chí Minh mong muốn xây dựng một đội bóng công an đại diện cho thành phố trên sân cỏ quốc gia. Vào khoảng năm 1979, dưới sự chỉ đạo của Ban Giám đốc Công an Thành phố, một đội bóng chính thức được thành lập với tên gọi Đội bóng đá Công an Thành phố Hồ Chí Minh.  

### 1986-1992: Những mùa giải đầu tiên định hình tại hạng đấu cao nhất
Đội bóng Công an Thành phố Hồ Chí Minh bước vào giải hạng cao nhất từ mùa bóng 1986 và nhanh chóng khẳng định tham vọng ở sân chơi lớn. Tuy có sự khởi đầu khá tích cực khi lọt vào giai đoạn 2, đội vẫn còn thiếu bản lĩnh và kinh nghiệm để duy trì phong độ đến cuối giải. Những mùa sau đó, từ 1987 đến 1989, đội bóng vẫn miệt mài thi đấu nhưng không tạo được dấu ấn nào đáng kể, liên tiếp dừng bước ở các vòng bảng hoặc nhóm xếp hạng thấp. Mặc dù góp mặt ở giai đoạn 2 mùa giải 1989, Công an TP.HCM không thể vươn lên top đầu, qua đó bỏ lỡ cơ hội tham dự giải Các đội mạnh, sân chơi đỉnh cao mới của bóng đá Việt Nam. Đội phải tiếp tục thi đấu ở A1, khi giải này chính thức trở thành hạng đấu thứ hai từ năm 1990. 
Đến mùa giải 1991, đội bóng ngành công an trở lại hạng đấu cao nhất và bắt đầu ghi dấu ấn rõ rệt. Với lối chơi kỷ luật, họ vượt qua vòng bảng để tiến vào tứ kết, nơi họ chạm trán Cảng Sài Gòn trong một trận derby TP.HCM kịch tính. Dù thất bại chung cuộc, đây được xem là bước chạy đà quan trọng cho sự vươn lên trong những năm tiếp theo. Mùa 1992, Công an TP.HCM tiếp tục giữ vững phong độ khi lọt vào tứ kết, chỉ chịu dừng bước sau loạt sút luân lưu may rủi trước Sông Lam Nghệ An.

### 1993 - 2001: Thời kì vàng son của bóng đá ngành Công an, trở thành một trong ba đội mạnh nhất của TP. Hồ Chí Minh
Mùa giải 1993–94 đánh dấu một trong những chiến dịch đáng nhớ nhất của đội. Từ giai đoạn 1 cho đến bán kết, Công an TP.HCM thể hiện phong độ ổn định, lần lượt vượt qua nhiều đối thủ sừng sỏ để ghi tên mình vào trận chung kết toàn thành với Cảng Sài Gòn. Trên sân Thống Nhất, trong một trận derby giàu cảm xúc, dù chơi đầy nỗ lực, họ phải chấp nhận thất bại 0–2 và giành ngôi Á quân Vô địch quốc gia lần đầu tiên trong lịch sử.
Không lâu sau đó, đến mùa giải 1995, đội bóng ngành công an viết nên chương sử hào hùng khi lần đầu tiên lên ngôi vô địch quốc gia. Hành trình của họ đầy bản lĩnh khi vượt qua nhiều đối thủ, trong đó có trận chung kết tổng thắng 3–1 trước Thừa Thiên Huế. Trần Minh Chiến trở thành người hùng với danh hiệu Vua phá lưới (14 bàn), góp phần đưa Công an TP.HCM lên đỉnh vinh quang.
Tiếp đà thăng hoa, mùa giải 1996 chứng kiến đội dẫn đầu vòng bảng và thẳng tiến đến trận chung kết. Tuy nhiên, một thất bại đầy tiếc nuối 1–3 trước Đồng Tháp, kèm theo vụ ẩu đả nghiêm trọng với trọng tài khiến tiền đạo chủ lực Lê Huỳnh Đức bị cấm thi đấu 6 tháng, đã khiến họ không chỉ mất chức vô địch mà còn bị tước quyền tham dự Cúp Quốc gia. Dù vậy, Huỳnh Đức vẫn kịp ghi đến 25 bàn và giành danh hiệu Vua phá lưới, một minh chứng cho đẳng cấp vượt trội.
Ở mùa giải 1997, giải đấu chuyển sang thể thức vòng tròn 2 lượt. Công an TP.HCM thi đấu ổn định và về đích ở vị trí thứ 4, đồng thời tiếp tục góp mặt ở Cúp Dunhill. Trong khuôn khổ Cúp Quốc gia, họ lọt vào đến bán kết nhưng lại gục ngã trước người hàng xóm Cảng Sài Gòn.
Mùa bóng 1998 lại là một cột mốc vàng son khác, khi đội kết thúc Hạng Nhất ở vị trí thứ 3 và lần đầu tiên lên ngôi vô địch Cúp Quốc gia – sau hành trình ấn tượng đánh bại cả Cảng Sài Gòn và Hải Quan trong các trận derby TP.HCM. Lê Huỳnh Đức cũng được bầu chọn là Cầu thủ xuất sắc nhất giải, tiếp tục khẳng định vai trò đầu tàu của mình. Cùng năm, đội thi đấu một trận giao hữu được phát trên sóng quốc gia với câu lạc bộ bán chuyên nghiệp San Francisco Bay Seals và giành chiến thắng chung cuộc 3–1. Đây là trận đấu đánh dấu lần đầu một đội bóng của Mỹ thi đấu tại Việt Nam sau khi kết thúc chiến tranh.

Biểu trưng của đội bóng Công an TP.HCM khoảng những năm 1999 - 2002

Giải tập huấn mùa xuân 1999 chứng kiến đội dẫn đầu bảng đấu nhưng dừng bước ở bán kết sau thất bại 0–3 trước Công an Hà Nội. Dù đây không phải giải đấu chính thức, phong độ ấn tượng của đội tiếp tục được duy trì sang mùa giải 1999–2000, nơi họ kết thúc ở vị trí Á quân quốc gia lần thứ ba, đồng thời ghi nhiều bàn nhất giải với 40 pha lập công. Tuy nhiên, trong trận chung kết Cúp Quốc gia năm đó, đội lại để thua Cảng Sài Gòn một lần nữa, khép lại mùa giải với hai lần về nhì đầy tiếc nuối.
Bước sang mùa 2000–01 với tên gọi mới là V-League, đội bóng có phần chững lại, nhưng vẫn đủ sức giành quyền dự Cúp C2 châu Á. Dưới sự xoay tua trên băng ghế huấn luyện với ba HLV khác nhau, đội vẫn kịp mang về danh hiệu vô địch Cúp Quốc gia sau khi đánh bại Công an Hà Nội trong trận chung kết, một trận derby ngành đầy cảm xúc. Tiền đạo người Pháp David Serene trở thành vua phá lưới giải đấu với 5 bàn, góp công lớn trong hành trình đăng quang.

### 2002: Chuyển đổi mô hình thành chuyên nghiệp, chia tay tên gọi Công an Thành phố sau hơn 20 năm
Mùa giải 2001–02 đánh dấu dấu chấm hết cho hành trình 23 năm của đội bóng Công an TP.HCM - một trong những biểu tượng lớn của bóng đá Sài Gòn những năm cuối thế kỷ 20. Sau 11 vòng đấu thì vào chiều ngày 28 tháng 2 năm 2002, đội bóng Công an TP.HCM chính thức chuyển giao cho Công ty Cổ phần Thể thao Đông Á, đánh dấu sự ra đời của CLB Ngân hàng Đông Á TP.HCM, khép lại giai đoạn thi đấu dưới màu áo lực lượng công an. Trước đó, đội Công an vẫn kịp để lại chiếc vé góp mặt ở bán kết Cúp Quốc gia và sau đó CLB Ngân hàng Đông Á dừng bước trước Huế bởi luật bàn thắng sân khách.
Sự chuyển mình của bóng đá Việt Nam theo hướng chuyên nghiệp hóa, nơi tài chính và mô hình doanh nghiệp trở thành xương sống đã khiến nhiều đội bóng gắn với cơ chế bao cấp không thể trụ vững, và Công an TP.HCM cũng không ngoại lệ. Trước trận đấu cuối cùng trong tên gọi cũ, HLV Nguyễn Đạt Hùng khi ấy từng nghẹn ngào nói: “Cả đội rất luyến tiếc một truyền thống gần 20 năm. Nhưng bóng đá chuyên nghiệp là phải vậy. Chúng tôi sẽ quyết tâm chơi trận cuối cùng thật đẹp mắt, để khi chia tay màu áo cũ, không có gì phải hổ thẹn với chính mình”.
Từ một tập thể giàu tính kỷ luật và đoàn kết, đội bóng Công an TP.HCM đã từng là mái nhà của những tài năng xuất chúng, là cái nôi sản sinh ra nhiều danh thủ góp phần xây dựng đội tuyển Việt Nam như Lê Huỳnh Đức, Trần Minh Chiến, Phùng Thanh Phương hay Nguyễn Việt Thắng. Việc không còn tên gọi Công an Thành phố là một hồi kết của một thời kỳ rực rỡ, đầy tự hào trong lịch sử bóng đá thành phố mang tên Bác. Cái tên "Công an TP.HCM" dần lùi vào quá khứ, để lại trong lòng người hâm mộ một nỗi luyến tiếc khôn nguôi.

## Tái sinh và kế thừa
Năm 2025, đội bóng đã được thành lập lại từ sự chuyển giao của Câu lạc bộ bóng đá Thành phố Hồ Chí Minh, trở thành Câu lạc bộ bóng đá Công an Thành phố Hồ Chí Minh. Đây là câu lạc bộ mới được sáp nhập dựa trên sự kế thừa pháp nhân Câu lạc bộ bóng đá TP.HCM cũ (hậu thân của Cảng Sài Gòn) và hình ảnh cùng tên gọi của đội bóng Công an TP.HCM. Còn CLB Bà Rịa Vũng Tàu sẽ lấy lại logo từ CLB TPHCM cũ để lập nên đội Câu lạc bộ bóng đá Thành phố Hồ Chí Minh chơi tại V.League 2

## Thành tích thi đấu

### Trong nước
| Chú giải màu sắc | Chú giải màu sắc |
| ---------------- | ---------------- |
| Vô địch          |                  |
| Á quân           |                  |
| Hạng ba          |                  |
| Hạng tư          |                  |
| Thăng hạng       |                  |
| Tranh trụ hạng   | Thắng play-off   |
| Tranh trụ hạng   | Thua play-off    |
| Xuống hạng       |                  |

| Thành tích của Công an Thành phố Hồ Chí Minh từ khi thành lập giải vô địch quốc gia | Thành tích của Công an Thành phố Hồ Chí Minh từ khi thành lập giải vô địch quốc gia | Thành tích của Công an Thành phố Hồ Chí Minh từ khi thành lập giải vô địch quốc gia | Thành tích của Công an Thành phố Hồ Chí Minh từ khi thành lập giải vô địch quốc gia | Thành tích của Công an Thành phố Hồ Chí Minh từ khi thành lập giải vô địch quốc gia | Thành tích của Công an Thành phố Hồ Chí Minh từ khi thành lập giải vô địch quốc gia | Thành tích của Công an Thành phố Hồ Chí Minh từ khi thành lập giải vô địch quốc gia | Thành tích của Công an Thành phố Hồ Chí Minh từ khi thành lập giải vô địch quốc gia | Thành tích của Công an Thành phố Hồ Chí Minh từ khi thành lập giải vô địch quốc gia | Thành tích của Công an Thành phố Hồ Chí Minh từ khi thành lập giải vô địch quốc gia | Thành tích của Công an Thành phố Hồ Chí Minh từ khi thành lập giải vô địch quốc gia | Thành tích của Công an Thành phố Hồ Chí Minh từ khi thành lập giải vô địch quốc gia | Thành tích của Công an Thành phố Hồ Chí Minh từ khi thành lập giải vô địch quốc gia |
| Năm                                                                                 | Hạng đấu                                                                            | Hạng đấu                                                                            | Hạng đấu                                                                            | Hạng đấu                                                                            | Thành tích                                                                          | St                                                                                  | T                                                                                   | H                                                                                   | B                                                                                   | Bt                                                                                  | Bb                                                                                  | Điểm                                                                                |
| Năm                                                                                 | I                                                                                   | II                                                                                  | III                                                                                 | IV                                                                                  | Thành tích                                                                          | St                                                                                  | T                                                                                   | H                                                                                   | B                                                                                   | Bt                                                                                  | Bb                                                                                  | Điểm                                                                                |
| ----------------------------------------------------------------------------------- | ----------------------------------------------------------------------------------- | ----------------------------------------------------------------------------------- | ----------------------------------------------------------------------------------- | ----------------------------------------------------------------------------------- | ----------------------------------------------------------------------------------- | ----------------------------------------------------------------------------------- | ----------------------------------------------------------------------------------- | ----------------------------------------------------------------------------------- | ----------------------------------------------------------------------------------- | ----------------------------------------------------------------------------------- | ----------------------------------------------------------------------------------- | ----------------------------------------------------------------------------------- |
| 1986                                                                                |                                                                                     |                                                                                     |                                                                                     |                                                                                     | Thứ 6                                                                               | 15                                                                                  | 5                                                                                   | 5                                                                                   | 5                                                                                   | 24                                                                                  | 22                                                                                  | 15                                                                                  |
| 1987                                                                                |                                                                                     |                                                                                     |                                                                                     |                                                                                     | Thứ 4 bảng C g.đ. 2                                                                 | 19                                                                                  | 6                                                                                   | 4                                                                                   | 9                                                                                   | 17                                                                                  | 17                                                                                  | 16                                                                                  |
| 1989                                                                                |                                                                                     |                                                                                     |                                                                                     |                                                                                     | Thứ 7 bảng A g.đ. 2                                                                 | 15                                                                                  | 3                                                                                   | 4                                                                                   | 8                                                                                   | 17                                                                                  | 18                                                                                  | 10                                                                                  |
| 1990                                                                                |                                                                                     |                                                                                     |                                                                                     |                                                                                     | Không rõ                                                                            | Không rõ thành tích cụ thể                                                          | Không rõ thành tích cụ thể                                                          | Không rõ thành tích cụ thể                                                          | Không rõ thành tích cụ thể                                                          | Không rõ thành tích cụ thể                                                          | Không rõ thành tích cụ thể                                                          | Không rõ thành tích cụ thể                                                          |
| 1991                                                                                |                                                                                     |                                                                                     |                                                                                     |                                                                                     | Đồng thứ 5                                                                          | 12                                                                                  | 4                                                                                   | 4                                                                                   | 4                                                                                   | 15                                                                                  | 14                                                                                  | 12                                                                                  |
| 1992                                                                                |                                                                                     |                                                                                     |                                                                                     |                                                                                     | Đồng thứ 5                                                                          | Không rõ thành tích cụ thể                                                          | Không rõ thành tích cụ thể                                                          | Không rõ thành tích cụ thể                                                          | Không rõ thành tích cụ thể                                                          | Không rõ thành tích cụ thể                                                          | Không rõ thành tích cụ thể                                                          | Không rõ thành tích cụ thể                                                          |
| 1993–94                                                                             |                                                                                     |                                                                                     |                                                                                     |                                                                                     | Á quân                                                                              | 18                                                                                  | 9                                                                                   | 5                                                                                   | 4                                                                                   | 27                                                                                  | 17                                                                                  | 23                                                                                  |
| 1995                                                                                |                                                                                     |                                                                                     |                                                                                     |                                                                                     | Vô địch                                                                             | 16                                                                                  | 12                                                                                  | –                                                                                   | 4                                                                                   | 31                                                                                  | 19                                                                                  | 24                                                                                  |
| 1996                                                                                |                                                                                     |                                                                                     |                                                                                     |                                                                                     | Á quân                                                                              | 27                                                                                  | 14                                                                                  | 5                                                                                   | 8                                                                                   | 60                                                                                  | 35                                                                                  | 47                                                                                  |
| 1997                                                                                |                                                                                     |                                                                                     |                                                                                     |                                                                                     | Thứ 4                                                                               | 22                                                                                  | 9                                                                                   | 6                                                                                   | 7                                                                                   | 35                                                                                  | 29                                                                                  | 33                                                                                  |
| 1998                                                                                |                                                                                     |                                                                                     |                                                                                     |                                                                                     | Thứ 3                                                                               | 26                                                                                  | 12                                                                                  | 8                                                                                   | 6                                                                                   | 41                                                                                  | 31                                                                                  | 44                                                                                  |
| 1999                                                                                |                                                                                     |                                                                                     |                                                                                     |                                                                                     | Đồng thứ 3                                                                          | 7                                                                                   | 4                                                                                   | 1                                                                                   | 2                                                                                   | 7                                                                                   | 6                                                                                   | 13                                                                                  |
| 1999–00                                                                             |                                                                                     |                                                                                     |                                                                                     |                                                                                     | Thứ 2                                                                               | 24                                                                                  | 12                                                                                  | 6                                                                                   | 6                                                                                   | 40                                                                                  | 27                                                                                  | 42                                                                                  |
| 2000–01                                                                             |                                                                                     |                                                                                     |                                                                                     |                                                                                     | Thứ 5                                                                               | 18                                                                                  | 8                                                                                   | 2                                                                                   | 8                                                                                   | 26                                                                                  | 23                                                                                  | 26                                                                                  |
| 2001–02                                                                             |                                                                                     |                                                                                     |                                                                                     |                                                                                     | Thứ 3                                                                               | 18                                                                                  | 7                                                                                   | 5                                                                                   | 6                                                                                   | 25                                                                                  | 20                                                                                  | 26                                                                                  |
| 2003–2004                                                                           |                                                                                     |                                                                                     |                                                                                     |                                                                                     | Thi đấu với tên Ngân hàng Đông Á                                                    | Thi đấu với tên Ngân hàng Đông Á                                                    | Thi đấu với tên Ngân hàng Đông Á                                                    | Thi đấu với tên Ngân hàng Đông Á                                                    | Thi đấu với tên Ngân hàng Đông Á                                                    | Thi đấu với tên Ngân hàng Đông Á                                                    | Thi đấu với tên Ngân hàng Đông Á                                                    | Thi đấu với tên Ngân hàng Đông Á                                                    |
| 2005                                                                                |                                                                                     |                                                                                     |                                                                                     |                                                                                     | Thi đấu với tên Ngân hàng Đông Á                                                    | Thi đấu với tên Ngân hàng Đông Á                                                    | Thi đấu với tên Ngân hàng Đông Á                                                    | Thi đấu với tên Ngân hàng Đông Á                                                    | Thi đấu với tên Ngân hàng Đông Á                                                    | Thi đấu với tên Ngân hàng Đông Á                                                    | Thi đấu với tên Ngân hàng Đông Á                                                    | Thi đấu với tên Ngân hàng Đông Á                                                    |
| 2006                                                                                |                                                                                     |                                                                                     |                                                                                     |                                                                                     | Thi đấu với tên Sơn Đồng Tâm Long An                                                | Thi đấu với tên Sơn Đồng Tâm Long An                                                | Thi đấu với tên Sơn Đồng Tâm Long An                                                | Thi đấu với tên Sơn Đồng Tâm Long An                                                | Thi đấu với tên Sơn Đồng Tâm Long An                                                | Thi đấu với tên Sơn Đồng Tâm Long An                                                | Thi đấu với tên Sơn Đồng Tâm Long An                                                | Thi đấu với tên Sơn Đồng Tâm Long An                                                |
| 2007–2008                                                                           |                                                                                     |                                                                                     |                                                                                     |                                                                                     | Thi đấu với tên Xi măng Vinakansai Ninh Bình                                        | Thi đấu với tên Xi măng Vinakansai Ninh Bình                                        | Thi đấu với tên Xi măng Vinakansai Ninh Bình                                        | Thi đấu với tên Xi măng Vinakansai Ninh Bình                                        | Thi đấu với tên Xi măng Vinakansai Ninh Bình                                        | Thi đấu với tên Xi măng Vinakansai Ninh Bình                                        | Thi đấu với tên Xi măng Vinakansai Ninh Bình                                        | Thi đấu với tên Xi măng Vinakansai Ninh Bình                                        |
| 2009                                                                                |                                                                                     |                                                                                     |                                                                                     |                                                                                     | Thi đấu với tên Xi măng The Vissai Ninh Bình                                        | Thi đấu với tên Xi măng The Vissai Ninh Bình                                        | Thi đấu với tên Xi măng The Vissai Ninh Bình                                        | Thi đấu với tên Xi măng The Vissai Ninh Bình                                        | Thi đấu với tên Xi măng The Vissai Ninh Bình                                        | Thi đấu với tên Xi măng The Vissai Ninh Bình                                        | Thi đấu với tên Xi măng The Vissai Ninh Bình                                        | Thi đấu với tên Xi măng The Vissai Ninh Bình                                        |
| 2010–2014                                                                           |                                                                                     |                                                                                     |                                                                                     |                                                                                     | Thi đấu với tên Xi măng The Vissai Ninh Bình                                        | Thi đấu với tên Xi măng The Vissai Ninh Bình                                        | Thi đấu với tên Xi măng The Vissai Ninh Bình                                        | Thi đấu với tên Xi măng The Vissai Ninh Bình                                        | Thi đấu với tên Xi măng The Vissai Ninh Bình                                        | Thi đấu với tên Xi măng The Vissai Ninh Bình                                        | Thi đấu với tên Xi măng The Vissai Ninh Bình                                        | Thi đấu với tên Xi măng The Vissai Ninh Bình                                        |
| 2015                                                                                |                                                                                     |                                                                                     |                                                                                     |                                                                                     | Thi đấu với tên Xi măng The Vissai Ninh Bình                                        | Thi đấu với tên Xi măng The Vissai Ninh Bình                                        | Thi đấu với tên Xi măng The Vissai Ninh Bình                                        | Thi đấu với tên Xi măng The Vissai Ninh Bình                                        | Thi đấu với tên Xi măng The Vissai Ninh Bình                                        | Thi đấu với tên Xi măng The Vissai Ninh Bình                                        | Thi đấu với tên Xi măng The Vissai Ninh Bình                                        | Thi đấu với tên Xi măng The Vissai Ninh Bình                                        |
| 2016–2025                                                                           | Ngừng hoạt động                                                                     | Ngừng hoạt động                                                                     | Ngừng hoạt động                                                                     | Ngừng hoạt động                                                                     | Ngừng hoạt động                                                                     | Ngừng hoạt động                                                                     | Ngừng hoạt động                                                                     | Ngừng hoạt động                                                                     | Ngừng hoạt động                                                                     | Ngừng hoạt động                                                                     | Ngừng hoạt động                                                                     | Ngừng hoạt động                                                                     |
| 2025–26                                                                             |                                                                                     |                                                                                     |                                                                                     |                                                                                     | Chưa xác định                                                                       | Chưa xác định                                                                       | Chưa xác định                                                                       | Chưa xác định                                                                       | Chưa xác định                                                                       | Chưa xác định                                                                       | Chưa xác định                                                                       | Chưa xác định                                                                       |

## Cựu cầu thủ nổi tiếng
- Lê Huỳnh Đức
- Trần Minh Chiến
- Bùi Sỹ Thành
- Nguyễn Liêm Thanh
- Phùng Thanh Phương
- Nguyễn Việt Thắng

## Biểu trưng

1999–2002